# Institución de Ingenieros Civiles
La Institución de Ingenieros Civiles (nombre original en inglés, Institution of Civil Engineers, abreviado como ICE) es una asociación profesional independiente para ingenieros civiles y una asociación caritativa que opera principalmente en el Reino Unido. Con sede en Londres, la ICE agrupa a más de 92.000 miembros, de los cuales tres cuartas partes se encuentran en el Reino Unido, mientras que el resto se halla en más de 150 países.
Tiene como objetivo apoyar la profesión de la ingeniería civil, ofreciendo calificación profesional, promoviendo la educación, manteniendo la ética profesional y estableciendo vínculos con la industria, entidades académicas y el gobierno. Bajo su aspecto comercial, ofrece servicios de formación, contratación, publicación y licitación. Como organismo profesional, el ICE tiene como objetivo apoyar y promover el aprendizaje profesional (tanto para los estudiantes como para los profesionales en activo), gestionando la ética profesional y salvaguardando el estatus de los ingenieros, y representando los intereses de la profesión en sus relaciones con el gobierno. Regula las condiciones de pertenencia al organismo; trabaja con la industria y el mundo académico para mejorar los estándares de ingeniería; y asesora sobre planes de estudios de educación y capacitación.

## Historia

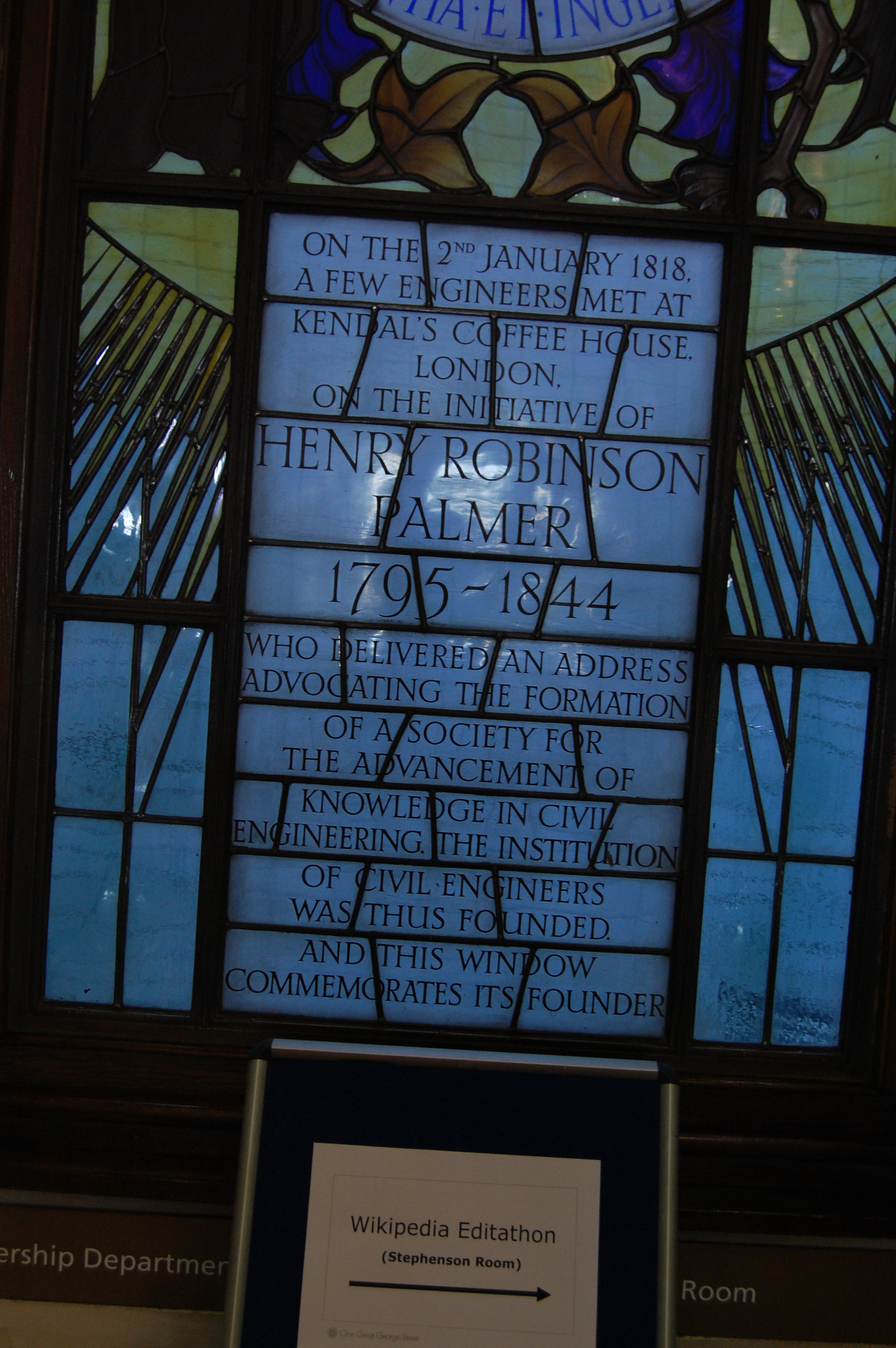
Ventana en la sede del ICE que conmemora su fundación

A finales del siglo XVIII y principios del XIX se fundaron muchas sociedades científicas y organismos profesionales (por ejemplo, la Royal Society y la Sociedad de Leyes). Los grupos que se autodenominaban ingenieros civiles se habían estado reuniendo durante algunos años desde finales del siglo XVIII, en particular la Sociedad de Ingenieros Civiles formada en 1771 por John Smeaton (rebautizada como Sociedad Smeatoniana después de su muerte). En ese momento, la ingeniería formal en Gran Bretaña se limitaba a los ingenieros militares del Cuerpo de Ingenieros Reales, y en el espíritu de ayuda mutua predominante en ese momento y para proporcionar orientación profesional a los incipientes 'ingenieros civiles', se fundó la Institución de Ingenieros Civiles como el primer organismo de ingeniería profesional del mundo.
La iniciativa de fundar la Institución fue tomada en 1818 por ocho jóvenes ingenieros, Henry Robinson Palmer (23), William Maudslay (23), Thomas Maudslay (26), James Jones (28), Charles Collinge (26), John Lethbridge, James Ashwell (19) y Joshua Field (32), quienes celebraron una reunión inaugural el 2 de enero de 1818, en el Kendal Coffee House en Fleet Street. La institución avanzó poco hasta que se dio un paso clave: el nombramiento de Thomas Telford como el primer presidente del organismo. Muy respetado dentro de la profesión y bendecido con numerosos contactos en la industria y en los círculos gubernamentales, jugó un papel decisivo en la membresía y la obtención de una Carta Real para la ICE en 1828. Este reconocimiento oficial ayudó a establecer a la institución como la organización preeminente para ingenieros civiles de todo el mundo.
Las primeras definiciones de ingeniero civil se pueden encontrar en las discusiones celebradas el 2 de enero de 1818 y en la solicitud de la Carta Real. En 1818, Palmer dijo que:

Un Ingeniero es un mediador entre el Filósofo [natural, el científico] y el Mecánico que trabaja; y como un intérprete entre dos extranjeros debe comprender el idioma de ambos. El Filósofo busca en la Naturaleza y descubre sus leyes, promulga los principios y los adapta a nuestras circunstancias. El Mecánico que trabaja, gobernado por la superintendencia del Ingeniero, hace realidad sus ideas. De ahí la absoluta necesidad de poseer conocimientos prácticos y teóricos.

Cuando llegó el momento de solicitar una Carta, era claramente necesario definir la profesión ... el consejo se dirigió a Thomas Tredgold para proponer una descripción adecuada. El resultado fue la definición ahora bien conocida de Ingeniería Civil como "el arte de dirigir las grandes fuentes de energía de la Naturaleza para el uso y conveniencia del hombre", y esto fue incorporado en la Carta.

Los objetos de dicha institución, según se indicaba en el estatuto y se informaba en The Times, fueron 

El avance general de la ciencia mecánica, y más particularmente para promover la adquisición de esa especie de conocimiento que constituye la profesión de ingeniero civil; siendo el arte de dirigir las grandes fuentes de energía de la naturaleza para el uso y conveniencia del hombre, como medio de producción y de tránsito en los estados, tanto para el comercio externo como interno, aplicado en la construcción de carreteras, puentes, acueductos, canales, navegación fluvial y embarcaderos, para intercambio e intercambio interno; y en la construcción de puertos, muelles, diques, rompeolas y faros, y en el arte de la navegación por energía artificial, con fines comerciales; y en la construcción y adecuación de maquinaria, y en el drenaje de ciudades y pueblos.

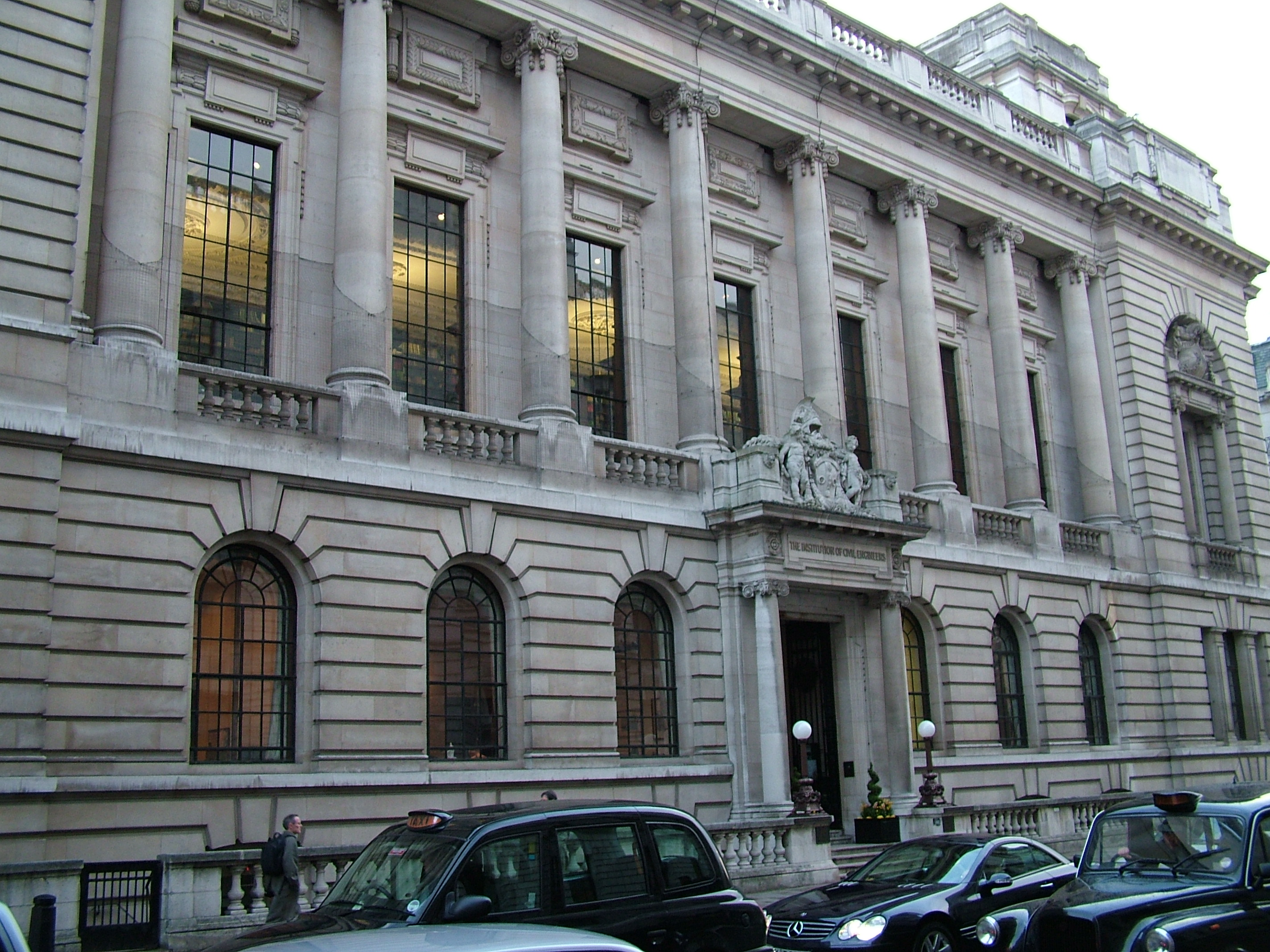
Sede de la Institución en One Great George Street, Londres

Después de la muerte de Telford en 1834, la organización se mudó a las instalaciones de Great George Street en el corazón de Westminster en 1839 y comenzó a publicar artículos sobre temas de ingeniería. Sus miembros, en particular William Cubitt, también fueron prominentes en la organización de la Gran Exposición de 1851.
Durante 29 años, la ICE se convirtió en el foro para ingenieros de todas las disciplinas reconocidas en la actualidad. El ingeniero mecánico y fabricante de herramientas Henry Maudslay fue uno de los primeros miembros y Joseph Whitworth presentó uno de los primeros trabajos; no fue hasta 1847 cuando se fundó la Institución de Ingenieros Mecánicos (con George Stephenson como su primer presidente).
A finales del siglo XIX, la ICE había introducido exámenes para las calificaciones profesionales de ingeniería para ayudar a garantizar y mantener altos estándares entre sus miembros, una función que continúa en la actualidad.
Su sede en Great George Street, diseñada por James Miller, fue construida por John Mowlem & Co y terminada en 1911.

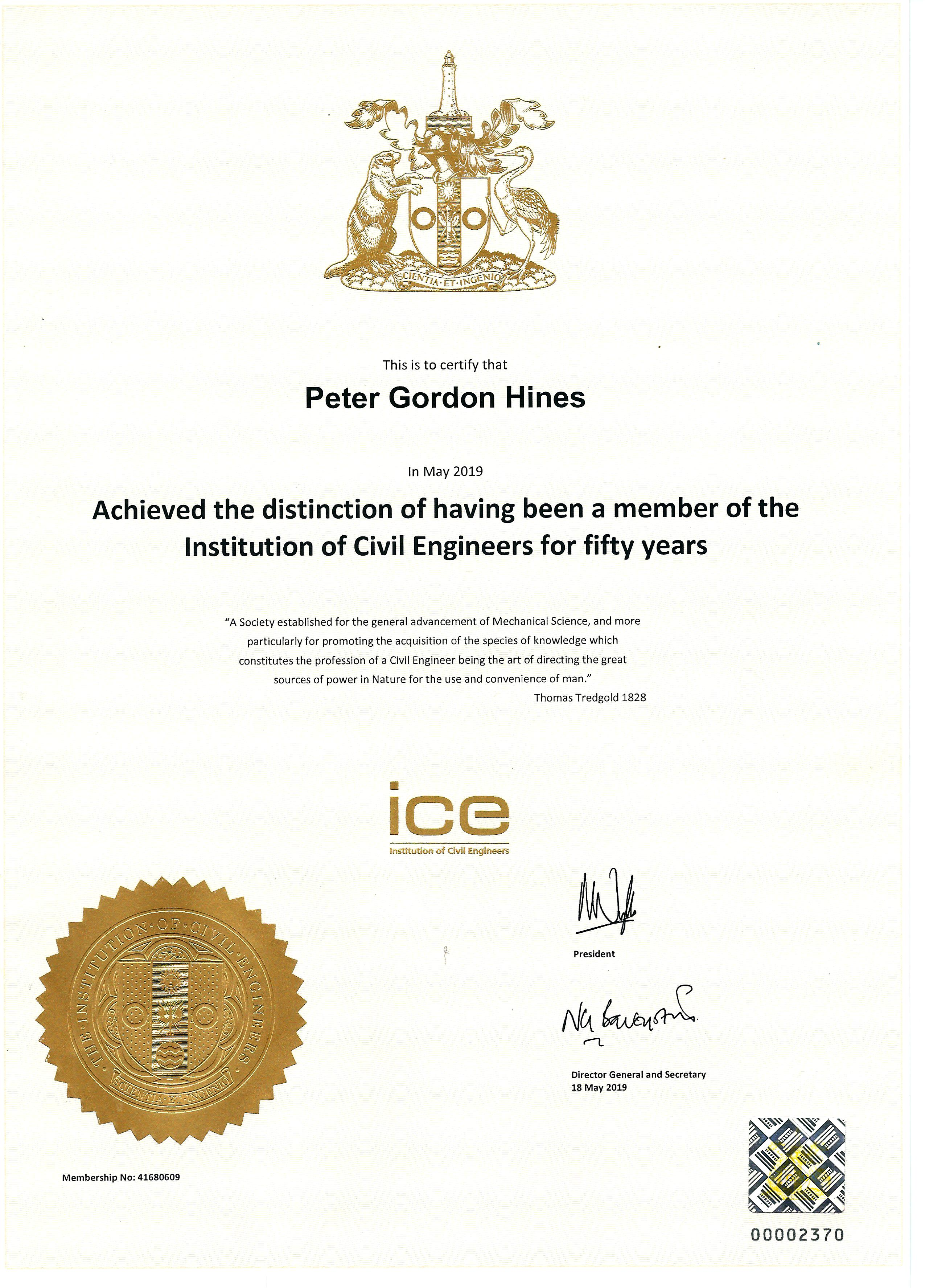
Un certificado de membresía de 50 años

### Membresía y calificación profesional
La institución es una organización de membresía que agrupa a 92.829 miembros en todo el mundo (a 31 de diciembre de 2020); alrededor de las tres cuartas partes se encuentran en el Reino Unido. Los grados de membresía incluyen:
- Estudiante
- Graduado (GMICE)
- Asociado (AMICE)
- Técnico (MICE)
- Miembro (MICE)
- Compañero (FICE)

La ICE es un organismo autorizado del Consejo de Ingeniería y puede otorgar las calificaciones profesionales de Ingeniero Colegiado (CEng), Ingeniero Incorporado (IEng) y Técnico de Ingeniería (EngTech). Los miembros que son ingenieros colegiados pueden utilizar el título protegido de ingeniero civil colegiado.
También tiene licencia de la Sociedad para el Medio Ambiente para otorgar la calificación profesional de Colegiado Medioambientalista (CEnv).

### Publicaciones

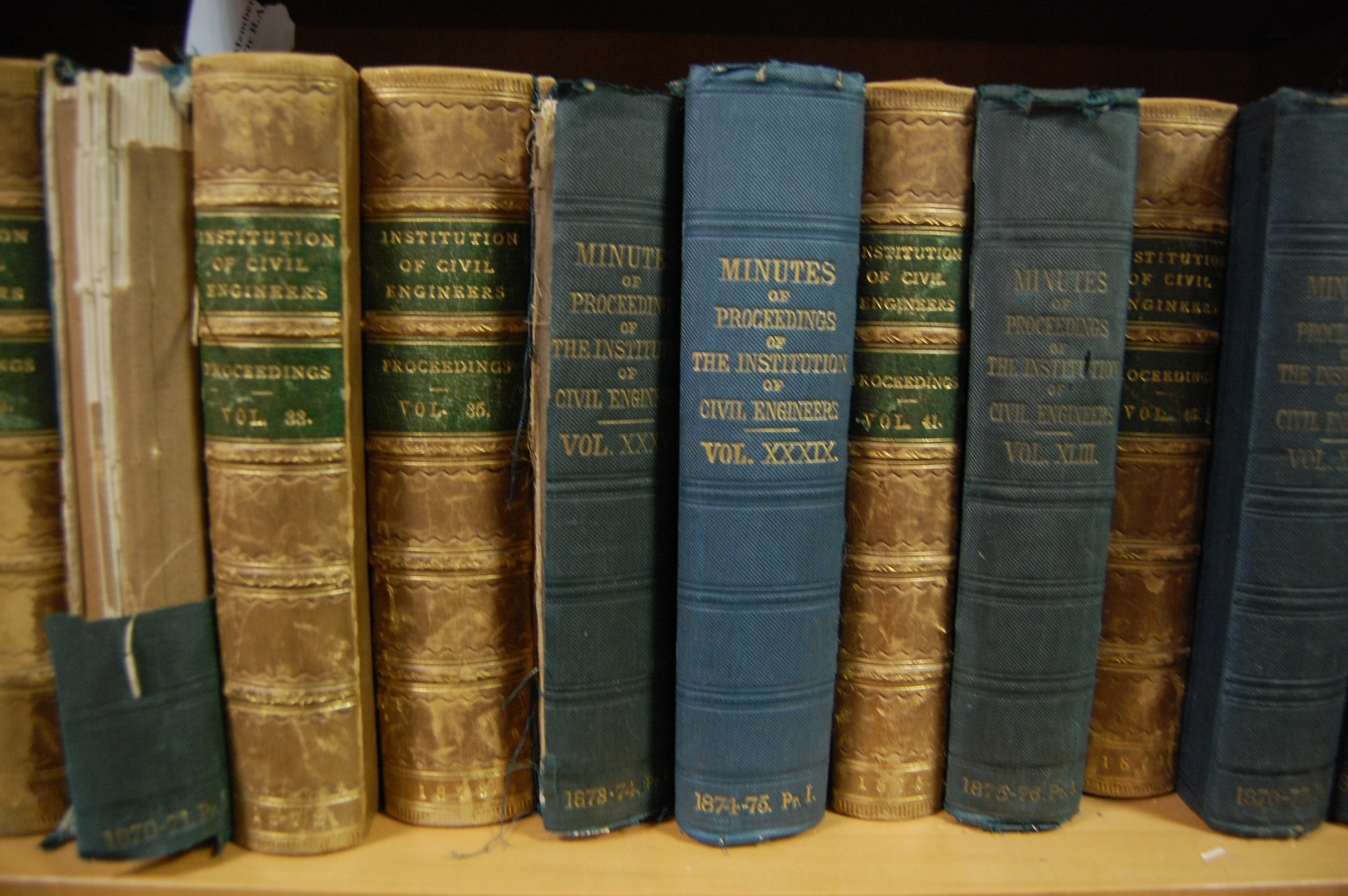
Copias de las Actas ("Procedings") del ICE en la biblioteca de Great George Street

La Institución de Ingenieros Civiles también publica estudios técnicos que cubren la investigación y las mejores prácticas en ingeniería civil. Bajo su rama comercial, Thomas Telford Ltd, ofrece servicios de formación, contratación, publicación y contratación, como NEC Engineering and Construction Contract. Todos los beneficios de Thomas Telford Ltd retornan a la institución para promover su objetivo declarado de poner a los ingenieros civiles en el núcleo de la sociedad. La división de publicaciones existe desde 1836 y hoy se llama ICE Publishing. La editorial produce aproximadamente 30 libros al año, incluida la serie de manuales ICE, y 30 revistas de ingeniería civil, incluida las Actas de la ICE en dieciocho especialidades, Géotechnique, y la Revista de Investigación del Hormigón. La serie ICE Science ahora también está publicada por ICE Publishing. Actualmente, ICE Science consta de cinco revistas: "Nanomaterials and Energy" (Nanomateriales y Energía), "Emerging Materials Research" (Investigación en Materiales Emergentes), "Bioinspired, Biomimetic and Nanobiomaterials" (Bioinspirados, biomiméticos y nanobiomateriales), "Green Materials" (Materiales Verdes) y "Surface Innovations" (Innovaciones en Superficies).
Los miembros de la ICE, excepto los estudiantes, también reciben la revista New Civil Engineer (Nuevo Ingeniero Civil) (publicada semanalmente de 1995 a 2017 por Emap, ahora publicada mensualmente por Metropolis International).

### Sociedades del conocimiento especializadas
La ICE también administra 14 sociedades de conocimiento especializadas creadas en diferentes momentos para apoyar a grupos de intereses especiales dentro de la industria de la ingeniería civil, algunos de los cuales son secciones británicas de organismos internacionales y/o europeos. Las sociedades brindan desarrollo profesional continuo y ayudan en la transferencia de conocimientos sobre áreas especializadas de la ingeniería.
Las sociedades del conocimiento especializadas son:
- Sociedad de Presas Británica
- Asociación Geotécnica Británica
- Sociedad Hidrológica Británica
- Sociedad de Túneles Británica
- Asociación Central de Dragado
- Foro de Riesgos
- Ingenieros y Científicos de Francia: Sección británica
- Foro de Riego y Agua
- Sociedad de Ingeniería Offshore
- PIANC: Sección del Reino Unido
- Asociación de Ingenieros Civiles Ferroviarios
- Sociedad de Dinámica en Ingeniería Civil y Terremotos
- Sociedad de Planificación del Transporte
- Sociedad de Ingeniería Eólica

## Gobernanza
La institución está gobernada por el Consejo de la ICE, compuesto por el presidente, el expresidente inmediato, los vicepresidentes y los miembros elegidos entre los propios miembros. El Presidente es la cara pública de la institución y la gestión diaria es responsabilidad del director general.

### Presidente
El presidente de la ICE se elige anualmente y el titular para 2021–2022 es Ed McCann.
Cada año, se ha elegido a varios ingenieros jóvenes como aprendices de presidente. La idea se puso en práctica en 2005 durante la presidencia de Gordon Masterton, quien también inició un blog del presidente, ahora el blog de infraestructura de la ICE. Cada presidente entrante establece el tema principal de su año de mandato en un discurso presidencial.
Muchos de los mejores ingenieros de la profesión han desempeñado el cargo de presidente de la ICE, entre ellos:
- Thomas Telford (1820–1834 – the post later became a biennial and then annual accolade)
- James Walker (1835–45)
- Sir John Rennie (1845–48)
- Sir William Cubitt (1849–1851)
- James Meadows Rendel (1852–53)
- Robert Stephenson (1855–57)
- Joseph Locke (1857–59)
- John Robinson McClean (1864–65)
- Sir John Fowler (1867)
- Thomas Hawksley (1873)
- William Henry Barlow (1880–82)
- Sir Joseph Bazalgette (1882–84)
- Sir John Wolfe-Barry (1898)
- Sir Alexander Binnie (1906)
- Sir Basil Mott (1925)
- Sir Alexander Gibb (1937)
- Sir William Halcrow (1946–47)

Uno de los más destacados ingenieros de Gran Bretaña, Isambard Kingdom Brunel, murió antes de que pudiera asumir el cargo (fue vicepresidente desde 1850).

## Ingenieras civiles
La primera mujer miembro de la ICE fue Dorothy Donaldson Buchanan en 1927. Las primeras socias elegidas fueron Molly Fergusson (1957), Marie Lindley (1972), Helen Stone (1991) y Joanna Kennedy (1992).
Las dos presidentas (hasta la fecha) son Jean Venables, quien se convirtió en la 144 titular del cargo en 2008, y Rachel Skinner, quien se convirtió en presidenta en noviembre de 2020.
En enero de 1969, el Consejo de la Institución creó un grupo de trabajo para considerar el papel de la mujer en la ingeniería. Entre sus conclusiones estaba que "si bien las mujeres ciertamente han establecido su competencia en todo el campo de la ingeniería profesional, es evidente que existe un prejuicio incorporado o inconsciente contra ellas". La Campaña WISE (Mujeres en la Ciencia y la Ingeniería) se lanzó en 1984; en 1992, el 3% del total de 79.000 miembros del ICE eran mujeres, y solo el 0,8% de los ingenieros civiles colegiados eran mujeres. Para 2016, las mujeres representaban casi el 12% del total de miembros, casi el 7% de los ingenieros civiles titulados y poco más del 2% de los socios. En junio de 2015 se anunció una Comisión Presidencial sobre diversidad.

## Premios

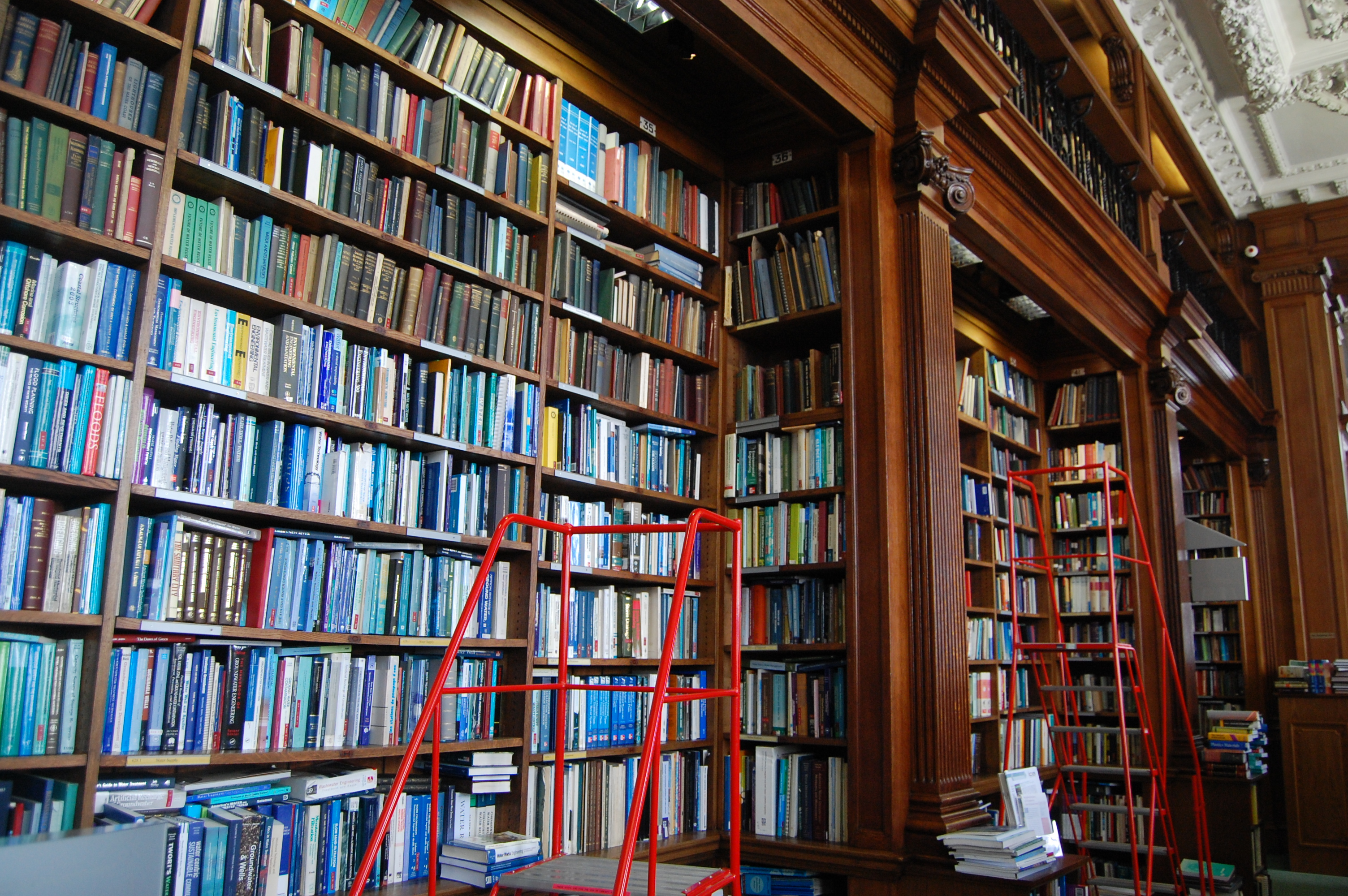
La Biblioteca de la ICE en One Great George Street

La Institución otorga una serie de premios para reconocer la labor de sus integrantes. Además de los premios por trabajos técnicos, informes y participaciones en el concurso, otorga una serie de medallas por diferentes logros.
Medalla de oroSe otorga a una persona que haya realizado contribuciones valiosas a la ingeniería civil durante muchos años. Esto puede cubrir contribuciones en una o más áreas, como diseño, investigación, desarrollo, construcción, gestión (incluida la gestión de proyectos), educación y formación.
Medalla Garth WatsonSe otorga por el servicio dedicado y valioso a la ICE por parte de un miembro o miembro del personal de la ICE.
Medalla BrunelSe otorga a equipos, individuos u organizaciones que operan dentro del entorno de la construcción y reconoce la excelencia en la ingeniería civil.
Medalla Edmund HamblyEs otorgada por el diseño creativo en un proyecto de ingeniería que hace una contribución sustancial al desarrollo sostenible. Se otorga a proyectos, de cualquier escala, que tienen en cuenta factores como los efectos del ciclo de vida completo, incluida la puesta fuera de servicio, y muestran una comprensión de las implicaciones del impacto de la infraestructura en el medio ambiente. La medalla se otorga en honor al expresidente Edmund Hambly, quien fue un defensor de la Ingeniería en Desarrollo Sostenible.
Medalla internacionalSe otorga anualmente a un ingeniero civil que haya realizado una contribución destacada a la ingeniería civil fuera del Reino Unido o un ingeniero que resida fuera del Reino Unido.
Medalla WarrenSe otorga anualmente a un miembro de la ICE en reconocimiento a los valiosos servicios prestados a su región.
Medalla TelfordEs el premio más alto que puede otorgar la ICE por un trabajo.
Medalla James Alfred EwingEs otorgada por el Consejo tras la nominación conjunta del presidente y del Presidente de la Royal Society.
Medalla James ForrestSe estableció en honor a James Forrest tras su jubilación como secretario en 1896.
Medalla Jean VenablesSe otorga desde 2011 al mejor candidato de la Revista Técnica Profesional.
Medalla del Presidente
Premio al Ingeniero Emergente
Medalla James RenniePara el mejor candidato de revisión profesional colegiado del año. El nombre hace referencia a James Rennie,  un ingeniero civil conocido por su dedicación a la formación de nuevos ingenieros.
Premio en memoria de Renée Redfern HuntPor obtener el ejercicio escrito de revisión profesional mejor acreditado o miembro del año. Lleva el nombre de un miembro del personal de la ICE que trabajó como oficial de exámenes desde 1945 hasta 1981.
Medalla Tony ChapmanPara el mejor candidato a miembro profesional de revisión del año. Lleva el nombre de un miembro del consejo de la ICE que jugó un papel clave en la integración de la Junta de Ingenieros y Técnicos Incorporados en la institución y en la promoción del estatus de ingeniero incorporado.
Premio Chris BinnieOtorgado en reconocimiento a la Gestión Sostenible del Agua.

## Capítulos de estudiantes
La ICE tiene capítulos de estudiantes en varios países, incluidos Hong Kong, India, Indonesia, Malasia, Malta, Pakistán, Polonia, Sudán, Trinidad y Emiratos Árabes Unidos.